# اوریون الکترونیک
اوریون الکترونیک (انگلیسی: Orion Electric) شرکت الکترونیک ژاپنی است، که در سال ۱۹۵۸ تأسیس شد.